# 喬治敦 (康乃狄克州)
喬治敦（英語：Georgetown）是位於美國康乃狄克州費爾菲爾德縣的一個村落與人口普查指定地區，坐落於雷丁、韋斯頓、威爾頓、里奇菲爾德等新英格蘭鎮境內。

## 地理
喬治敦的座標為41°15′24″N 73°26′01″W / 41.25667°N 73.43361°W，而該地最高點為海拔高度108米（即354英尺）。

## 人口
根據2010年美國人口普查的數據，喬治敦的面積為7.40平方千米，當中陸地面積為7.40平方千米，而水域面積為0.00平方千米。當地共有人口1,805人，而人口密度為每平方千米243人。